# Хилльбек, Элла
Элла Виола Хилльбек, урождённая Юханссон (швед. Ella Viola Hillbäck; 6 мая 1914, Гётеборг — 29 апреля 1979, Стокгольм) — шведская писательница и поэтесса.

## Биография и творчество
Элла Юханссон родилась в 1914 году в Эргрюте (Örgryte) близ Гётеборга. Её родители работали в текстильной промышленности. Элла была старшей из четверых детей. Уже после окончания школы она приняла решение стать писательницей и литературным критиком. В 1949 году Элла Юханссон вышла замуж за писателя Эстена Шёстранда. Их брак сохранялся вплоть до 1974 года; детей у супругов не было.
Литературный дебют Эллы Хилльбек состоялся в 1939 году, когда вышел её стихотворный сборник «Hos en poet i kjol». Второй сборник, «En gång i maj», был издан в 1941 году. Уже в них наметился сквозной мотив всей поэзии Хилльбек: тема одушевлённой, одухотворённой природы. Позднее, в 1943 году, был опубликован первый роман Эллы Хилльбек, «Albatross»: история взросления с отдалёнными реминисценциями её собственного детства. С 1947 года поэзия Хилльбек приобретает более трагичное звучание, однако навсегда остаётся проникнутой ощущением чуда и доверия к миру. Широкой публике поэтесса стала известна в первую очередь благодаря сборнику «Vägar, rastställen» (1960), в котором нашли наиболее яркое выражение её христианские чувства.
В 1969 году был опубликован поэтический сборник «En mörk blå redovisning», в котором намного заметнее, чем в предыдущем творчестве Хилльбек, выразился её интерес к актуальным темам современности. В одном из своих интервью она утверждала, что современный автор не может оставаться в стороне от глобальных проблем, таких как перенаселение, загрязнение окружающей среды, политические конфликты и т. д. Однако в своей поэзии она касалась этих тем не напрямую, а через образы и символы.
В поздних произведениях Хилльбек отразился её интерес к Эммануилу Сведенборгу и его учению. Так, в сборнике лирической прозы «Swedenborgvisioner» Хилльбек предстаёт, сквозь призму суггестивных и визионерских текстов, в роли духовной дочери Сведенборга.
Элла Хильбек умерла в 1979 году в Стокгольме.